# Liste der Biografien/Milb
Liste der Biografien |
Portal Biografien |
Personensuche
# |
A |
B |
C |
D |
E |
F |
G |
H |
I |
J |
K |
L |
M |
N |
O |
P |
Q |
R |
S |
T |
U |
V |
W |
X |
Y |
Z |
?
 
Ma |
Mb |
Mc |
Md |
Me |
Mf |
Mg |
Mh |
Mi |
Mj |
Mk |
Ml |
Mm |
Mn |
Mo |
Mp |
Mq |
Mr |
Ms |
Mt |
Mu |
Mv |
Mw |
Mx |
My |
Mz
 
Mia |
Mib |
Mic |
Mid |
Mie |
Mif |
Mig |
Mih–Mik |
Mil |
Mim |
Min |
Mio |
Mip |
Miq |
Mir |
Mis |
Mit |
Miu |
Miv |
Miw |
Mix |
Miy |
Miz
 
Mila |
Milb |
Milc |
Mild |
Mile |
Milf |
Milg |
Milh |
Mili |
Milj |
Milk |
Mill |
Milm |
Miln |
Milo |
Milq |
Milr |
Mils |
Milt |
Milu |
Milv |
Milw |
Mily |
Milz
Die Liste der Biografien führt alle Personen auf, die in der deutschsprachigen Wikipedia einen Artikel haben. Dieses ist eine Teilliste mit 31 Einträgen von Personen, deren Namen mit den Buchstaben „Milb“ beginnt.

## Milb

### Milba
- Milbacher, Luise von (1842–1909), österreichische Malerin
- Milbank, Alison (* 1954), britische anglikanische Priesterin, Theologin und Literaturwissenschaftlerin
- Milbank, Dana (* 1968), US-amerikanischer Journalist
- Milbank, John (* 1952), britischer anglikanischer Theologe und Architekt der theologischen Strömung der Radical Orthodoxy

### Milbe
- Milberg, Antonie (1854–1908), deutsche Schulgründerin und -leiterin
- Milberg, Axel (* 1956), deutscher Schauspieler und Autor sowie Hörspielsprecher
- Milberg, Joachim (* 1943), deutscher Ingenieur und Automobilmanager
- Milberg, Judith (* 1962), deutsche Kunsthistorikerin und Fernsehmoderatorin
- Milberg, Ralv (* 1978), deutscher Musiker und Musikproduzent
- Milberg, Theodor (1889–1972), deutscher Landwirt, Gutsbesitzer und Politiker (DNVP), MdL
- Milbern, Stacey (1987–2020), koreanisch-amerikanische Behindertenrechtsaktivistin

### Milbi
- Milbiller, Joseph (1753–1816), deutscher Gelehrter, Publizist, Hochschullehrer, Aufklärer

### Milbo
- Milborn, Corinna (* 1972), österreichische Politikwissenschaftlerin und JournalistinCorinna Milborn (* 1972)

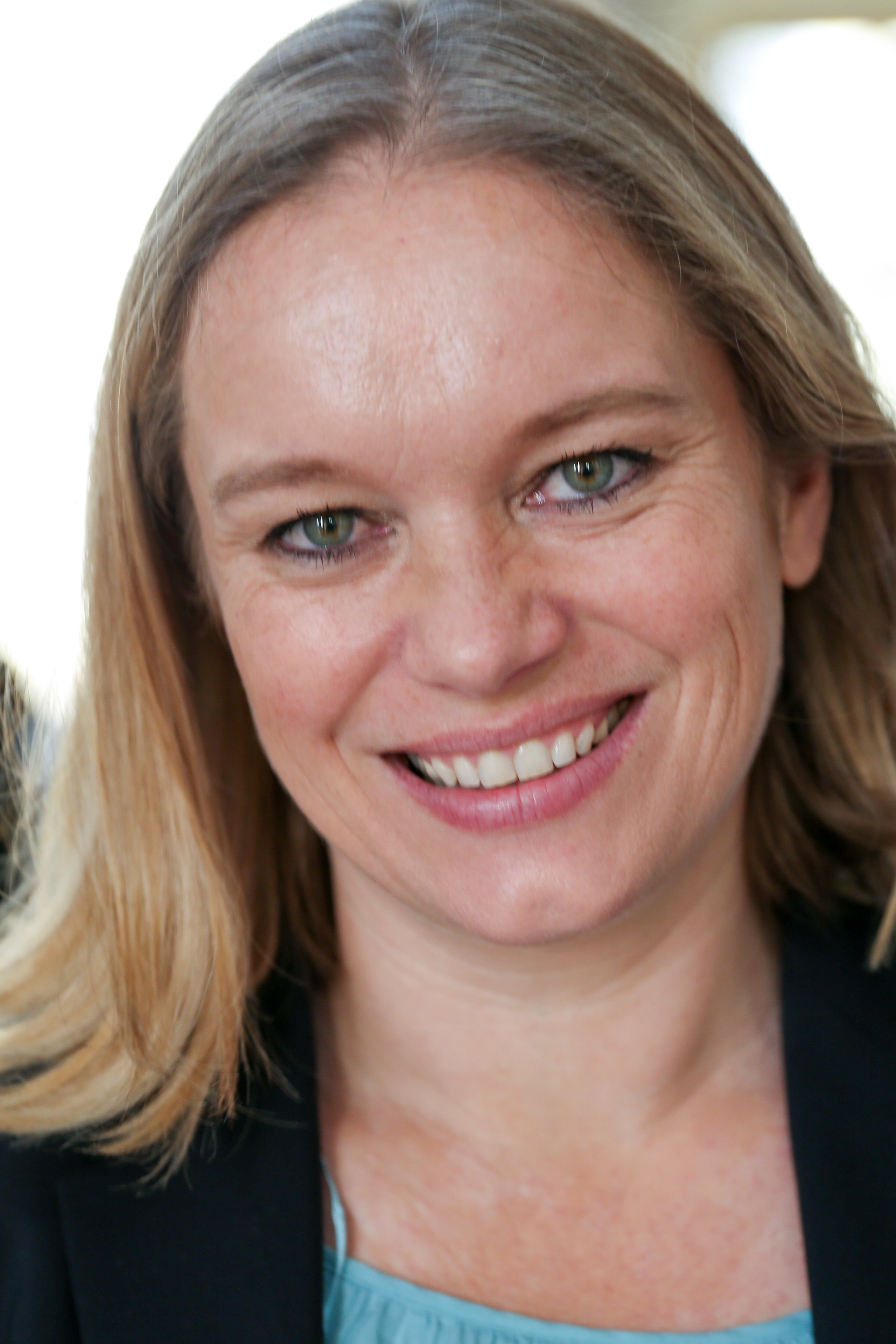
Corinna Milborn (* 1972)

### Milbr
- Milbradt, Georg (* 1945), deutscher Politiker (CDU), MdL, Ministerpräsident des Freistaats Sachsen
- Milbradt, Jens (* 1969), deutscher Turner und Turn-Bundestrainer Nachwuchs
- Milbradt, Klaus (1940–2007), deutscher Turner und Turn-Bundestrainer
- Milbrath, Lester W. (1925–2007), amerikanischer Soziologe und Politikwissenschaftler
- Milbrecht, August (1864–1942), deutscher Landwirt und Politiker
- Milbret, Lisa (1930–2010), niederdeutsche Schriftstellerin und Dichterin
- Milbrett, Tiffeny (* 1972), US-amerikanische Fußballspielerin
- Milbrodt, Hartmut (* 1954), deutscher Mathematiker und Hochschullehrer

### Milbu
- Milburn, Alan (* 1958), britischer Politiker (Labour), Mitglied des House of Commons
- Milburn, Amos (1927–1980), US-amerikanischer R&B-Sänger und Pianist
- Milburn, Andy, US-amerikanischer Filmkomponist
- Milburn, Dwayne Steven (* 1963), US-amerikanischer Komponist, Arrangeur, Dirigent und Organist
- Milburn, Ellsworth (1938–2007), US-amerikanischer Komponist, Musikpädagoge und Pianist
- Milburn, Frank W. (1892–1962), US-amerikanischer Militär, General der US Army
- Milburn, Jackie (1924–1988), englischer Fußballspieler und -trainer
- Milburn, Joel (* 1986), australischer Leichtathlet
- Milburn, Rod (1950–1997), US-amerikanischer Hürdenläufer
- Milbury, Mike (* 1952), US-amerikanischer Eishockeyspieler